# Václav Dundr
Václav Dundr (ur. 11 sierpnia 1817 w Bříství, zm. 1888) – pisarz czesko-polski.
Studiował w Pradze. Wstąpił do służby cywilnej we Lwowie, od 1855 mieszkał w Krakowie, od 1860 ponownie we Lwowie. Publikował artykuły na tematy etnograficzne w wielu czasopismach czeskich i polskich. Był dobrym znawcą muzyki. Tłumaczył na czeski polskie powieści.
Nie należy go mylić z innym czeskim pisarzem tego samego imienia i nazwiska Václavem Jiřím Dundrem (1811–1872).